# Campeonato Sul-Americano de Voleibol Feminino de 2009
O Campeonato Sul-Americano de Voleibol Feminino de 2009 foi a XXVIII edição do torneio, realizada entre os dias 30 de setembro e 4 de outubro de 2009 na cidade de Porto Alegre, Brasil. As equipes foram divididas em dois grupos, sendo o Brasil o cabeça-de-chave do grupo A, onde ainda encontravam-se as equipes do Uruguai, da Argentina e do Paraguai; o Peru foi o cabeça-de-chave do grupo B, onde enfrentou as equipes da Venezuela, Colômbia e do Chile. O Brasil, como vencedor do torneio, garantiu uma vaga para disputar a Copa dos Campeões em novembro de 2009 no Japão. A líbero brasileira Fabi foi escolhida como a melhor jogadora da competição.

## Fase Preliminar
Grupo A 
| Pos | Equipe    | Pts | J | V | D | PP  | PC  | PA    | SP | SC | SA    |
| --- | --------- | --- | - | - | - | --- | --- | ----- | -- | -- | ----- |
| 1   | Brasil    | 6   | 3 | 3 | 0 | 225 | 116 | 1.940 | 9  | 0  | MAX   |
| 2   | Argentina | 5   | 3 | 2 | 1 | 203 | 142 | 1.430 | 6  | 3  | 2.000 |
| 3   | Uruguai   | 4   | 3 | 1 | 2 | 176 | 213 | 0.826 | 3  | 7  | 0.429 |
| 4   | Paraguai  | 3   | 3 | 0 | 3 | 113 | 246 | 0.459 | 1  | 9  | 0.111 |

PTS - pontos, J - jogos, V - vitórias, D - derrotas, PP - pontos pró, PC - pontos contra, PA - pontos average, SP - sets pró, SC - sets contra, SA - sets average
| Data  | Jogo      | Jogo  | Jogo      | Parciais | Parciais | Parciais | Parciais | Parciais |
| Data  | Jogo      | Jogo  | Jogo      | 1        | 2        | 3        | 4        | 5        |
| ----- | --------- | ----- | --------- | -------- | -------- | -------- | -------- | -------- |
| 30/09 | Uruguai   | 0 - 3 | Argentina | 15 - 25  | 17 - 25  | 10 - 25  | -        | -        |
| 30/09 | Brasil    | 3 - 0 | Paraguai  | 25 - 10  | 25 - 5   | 25 - 10  | -        | -        |
| 01/10 | Argentina | 3 - 0 | Paraguai  | 25 - 9   | 25 - 14  | 25 - 2   | -        | -        |
| 01/10 | Brasil    | 3 - 0 | Uruguai   | 25 - 7   | 25 - 14  | 25 - 17  | -        | -        |
| 02/10 | Uruguai   | 3 - 1 | Paraguai  | 21 - 25  | 25 - 11  | 25 - 12  | 25 - 15  | -        |
| 02/10 | Brasil    | 3 - 0 | Argentina | 25 - 15  | 25 - 15  | 25 - 23  | -        | -        |

 Grupo B 
| Pos | Equipe    | Pts | J | V | D | PP  | PC  | PA    | SP | SC | SA    |
| --- | --------- | --- | - | - | - | --- | --- | ----- | -- | -- | ----- |
| 1   | Peru      | 6   | 3 | 3 | 0 | 342 | 247 | 1.385 | 9  | 1  | 9.000 |
| 2   | Colômbia  | 5   | 3 | 2 | 1 | 333 | 320 | 1.041 | 7  | 4  | 1.750 |
| 3   | Venezuela | 4   | 3 | 1 | 2 | 209 | 237 | 0.882 | 4  | 6  | 0.667 |
| 4   | Chile     | 3   | 3 | 0 | 3 | 150 | 230 | 0.652 | 0  | 9  | 0.000 |

PTS - pontos, J - jogos, V - vitórias, D - derrotas, PP - pontos pró, PC - pontos contra, PA - pontos average, SP - sets pró, SC - sets contra, SA - sets average
| Data  | Jogo      | Jogo  | Jogo      | Parciais | Parciais | Parciais | Parciais | Parciais |
| Data  | Jogo      | Jogo  | Jogo      | 1        | 2        | 3        | 4        | 5        |
| ----- | --------- | ----- | --------- | -------- | -------- | -------- | -------- | -------- |
| 30/09 | Venezuela | 1 - 3 | Colômbia  | 10 - 25  | 29 - 27  | 23 - 25  | 23 - 25  | -        |
| 30/09 | Peru      | 3 - 0 | Chile     | 25 - 16  | 25 - 13  | 25 - 18  | -        | -        |
| 01/10 | Venezuela | 3 - 0 | Chile     | 25 - 19  | 25 - 13  | 30 - 28  | -        | -        |
| 01/10 | Peru      | 3 - 1 | Colômbia  | 21 - 25  | 25 - 20  | 25 - 20  | 25 - 13  | -        |
| 02/10 | Colômbia  | 3 - 0 | Chile     | 25 - 19  | 25 - 9   | 25 - 15  | -        | -        |
| 02/10 | Peru      | 3 - 0 | Venezuela | 25 - 19  | 25 - 11  | 25 - 14  | -        | -        |

## Fase Final
|  | Semifinais   | Semifinais      |              |              | Final           | Final           |  |
|  |              |                 |              |              |                 |                 |  |
|  | 3 de outubro |                 |              |              |                 |                 |  |
|  | Brasil       | 3 (25 25 25)    |              |              |                 |                 |  |
|  | Colômbia     | 0 (16 14 6)     |              |              |                 |                 |  |
|  |              |                 |              |              |                 |                 |  |
|  |              |                 |              |              | 4 de outubro    |                 |  |
|  |              |                 |              |              | Brasil          | 3 (25 25 25)    |  |
|  |              | Argentina       | 0 (16 16 22) |              |                 |                 |  |
|  |              |                 |              |              |                 |                 |  |
|  |              |                 |              |              |                 |                 |  |
|  |              |                 |              |              | Terceiro lugar  |                 |  |
|  | 3 de outubro | 3 de outubro    |              | 4 de outubro | 4 de outubro    |                 |  |
|  | Peru         | 1 (25 23 19 21) |              | Colômbia     | 1 (11 21 25 14) |                 |  |
|  | Argentina    | 3 (17 25 25 25) |              |              | Peru            | 3 (25 25 21 25) |  |

## Premiação
| Campeonato Sul-Americano de Voleibol Feminino de 2009 |
| border.                                               |
| ----------------------------------------------------- |
| Brasil (16º título)                                   |